# Phialemonium dimorphosporum
Phialemonium dimorphosporum är en svampart som beskrevs av W. Gams & W.B. Cooke 1983. Phialemonium dimorphosporum ingår i släktet Phialemonium och familjen Cephalothecaceae.   Inga underarter finns listade i Catalogue of Life.